# Stout Air Sedan
Stout 1-AS Air Sedan — лёгкий пассажирский самолёт американского авиаконструктора Уильяма Стоута.

## История
Самолёт совершил первый полёт 9 февраля 1923 года. После лётных испытаний самолёт передали на службу в авиакомпанию Stout Air Service. Дальнейшая судьба неизвестна.

## Лётно-технические характеристики
- Размах крыла: 16,2 м
- Длина: 11,1 м
- Тип двигателя: Hisso
- Мощность двигателя: 150 л. с.
- Экипаж: 1 человек
- Полезная нагрузка: 3 пассажира